# اچیناوا
اچیناوا (به لاتین: Ścinawa) یک شهر در لهستان است که در گمینا شچیناوا واقع شده‌است. اچیناوا ۱۳٫۵۴ کیلومتر مربع مساحت و ۵٬۹۳۴ نفر جمعیت دارد.